# (469421) 2001 XD255
(469421) 2001 XD255 ist ein großes transneptunisches Objekt im Kuipergürtel, das bahndynamisch als Plutino eingestuft wird. Aufgrund seiner Größe gehört der Asteroid möglicherweise zu den Zwergplanetenkandidaten.

## Entdeckung
2001 XD255 wurde am 9. Dezember 2001 von einem Astronomenteam, bestehend aus Scott Sheppard, Dave Jewitt und Jan Kleyna, mit dem 3,6-m-CFHT-Teleskop am Mauna-Kea-Observatorium (Hawaii) entdeckt. Die Entdeckung wurde am 17. Januar 2002 zusammen mit den TNO 2001 XB255 und 2001 XC255 bekanntgegeben, der Planetoid erhielt später von der IAU die Kleinplaneten-Nummer 469421.
Der Beobachtungsbogen des Planetoiden beginnt mit der offiziellen Entdeckungsbeobachtung am 9. Dezember 2001. Seither wurde der Planetoid durch verschiedene erdbasierte Teleskope beobachtet. Im April 2017 lagen insgesamt 126 Beobachtungen über einen Zeitraum von 14 Jahren vor. Die bisher letzte Beobachtung wurde im März 2015 am Pan-STARRS-Teleskop (PS1) (Maui) durchgeführt. (Stand 26. März 2019)

## Eigenschaften

### Umlaufbahn
2001 XD255 umkreist die Sonne in 246,26 Jahren auf einer leicht elliptischen Umlaufbahn zwischen 34,89 AE und 43,68 AE Abstand zu deren Zentrum. Die Bahnexzentrizität beträgt 0,112, die Bahn ist 18,14° gegenüber der Ekliptik geneigt. Derzeit ist der Planetoid 38,65 AE von der Sonne entfernt. Das Perihel durchläuft er das nächste Mal 2070, der letzte Periheldurchlauf dürfte also im Jahre 1824 erfolgt sein.
Marc Buie (DES) klassifiziert den Planetoiden als Plutino (2:3-Resonanz mit Neptun), während vom Minor Planet Center keine spezifische Einstufung existiert; letzteres führt ihn als Nicht-SDO und allgemein als «Distant Object».

### Größe
Derzeit wird von einem Durchmesser von 315 km ausgegangen, basierend auf einem Rückstrahlvermögen von 8 % und einer absoluten Helligkeit von 5,9 m. Ausgehend von diesem Durchmesser ergibt sich eine Gesamtoberfläche von etwa 312.000 km². Die scheinbare Helligkeit von 2001 XD255 beträgt 21,78 m.
Da es denkbar ist, dass sich 2001 XD255 aufgrund seiner Größe im hydrostatischen Gleichgewicht befindet und somit weitgehend rund sein könnte, erfüllt er möglicherweise die Kriterien für eine Einstufung als Zwergplanet. Mike Brown geht davon aus, dass es sich bei 2001 XD255 um vielleicht einen Zwergplaneten handelt.
| Jahr                                         | Abmessungen km | Quelle   |
| -------------------------------------------- | -------------- | -------- |
| 2018                                         | 336,0          | Johnston |
| 2018                                         | 315,0          | Brown    |
| Die präziseste Bestimmung ist fett markiert. |                |          |